# Неріюс Вальскіс
Неріюс Вальскіс (лит. Nerijus Valskis, нар. 4 серпня 1987, Клайпеда) — литовський футболіст, півзахисник клубу «Ратчабурі» та національної збірної Литви.

## Клубна кар'єра
У дорослому футболі дебютував 2005 року виступами за команду клубу «Жальгіріс», в якій того року взяв участь у 10 матчах чемпіонату. Наступного року виступав у клубі «Кауно Єгеряй», з якою став переможцем другого дивізіону Литви, після чого повернувся у вищий дивізіон де провів півтора року за «Шилутє», а потім ще пів сезони грав за ФБК «Каунас», з якого здавався в оренду в білоруський «Сморгонь». В подальшому грав за литовський «Металургс» (Лієпая) та білоруський «Мінськ».
2012 року уклав контракт з клубом «Судува», у складі якого провів наступні півтора року своєї кар'єри гравця. З командою у сезоні 2013 року з 27 голами з 30 матчах став найкращим бомбардиром чемпіонату, а також був визнаний найкращим гравцем чемпіонату.
В результаті на початку 2014 року став гравцем румунського клубу «Університатя» (Крайова), втім основним гравцем не став і за рік перейшов у клуб другого польського дивізіону «Вігри» (Сувалки), де провів кілька матчів і влітку 2015 року повернувся на батьківщину, де став виступати за «Тракай». Більшість часу, проведеного у складі «Тракая», був основним гравцем команди. В новому клубі теж був серед найкращих голеадорів, відзначаючись забитим голом в середньому щонайменше у кожній третій грі чемпіонату.
На початку 2017 року він приєднався до ізраїльського клубу «Бней-Єгуда», у складі якого виграв Кубок Ізраїлю 2016/17, хоча і не забив свій післяматчевий пенальті.
Влітку 2018 року став гравцем тайського клубу «Ратчабурі». Станом на 6 грудня 2018 року відіграв за команду з Ратчабурі 15 матчів в національному чемпіонаті.

## Виступи за збірні
Протягом 2007—2008 років залучався до складу молодіжної збірної Литви. На молодіжному рівні зіграв у 3 офіційних матчах, забив 1 гол.
11 жовтня 2013 року дебютував в офіційних матчах у складі національної збірної Литви в грі кваліфікації на чемпіонат світу 2014 року проти Латвії (2:0).

## Досягнення
- Володар Кубка Ізраїлю: 2016/17

### Індивідуальні
- Найкращий бомбардир чемпіонату Литви: 2013
- Найкращий гравець чемпіонату Литви: 2013